# Neuville-sur-Authou
Neuville-sur-Authou är en kommun i departementet Eure i regionen Normandie i norra Frankrike. Kommunen ligger i kantonen Brionne som tillhör arrondissementet Bernay. År 2022 hade Neuville-sur-Authou 192 invånare.

## Befolkningsutveckling
Antalet invånare i kommunen Neuville-sur-Authou
Referens:INSEE